# فرودگاه بین‌المللی گن
فرودگاه بین‌المللی گن (به انگلیسی: Gan International Airport) (به زبان بومی: ގަން އިންޓަނޭޝަނަލް އެއަރޕޯރޓް) یک فرودگاه همگانی با کد یاتا GAN است که یک باند فرود بتن دارد و طول باند آن ۲۶۵۰ متر است. این فرودگاه در کشور مالدیو قرار دارد و در ارتفاع ۲ متری از سطح دریا واقع شده‌است.

## شرکت‌های هواپیمایی و مقصدهای پروازی
| شرکت‌های هواپیمایی  | مقصدهای پروازی                                         |
| ------------------ | ------------------------------------------------------ |
| Flyme              | ابراهیم نصیر                                           |
| Maldivian          | Fuvahmulah، داخلی کاددهو، کادهو، Kooddoo، ابراهیم نصیر |
| سریلانکان ایرلاینز | باندرانیکی                                             |